# باغبينار (أديامان)
باغبينار (بالكردية: Çelxanî‏) (بالتركية: Bağpınar)‏ هي قرية كرديّة تتبع إداريّاً لمديرية أديامان في محافظة أديامان التركية الواقعة في جنوب شرق الأناضول. وبلغ عدد سكانها 73 نسمة في عام 2021.